# Malé Kršteňany
Malé Kršteňany este o comună slovacă, aflată în districtul Partizánske din regiunea Trenčín. Localitatea se află la altitudinea de 207 m deasupra n.m., se întinde pe o suprafață de 6,29 km2 și în 2017 număra 544 de locuitori. Se învecinează cu Bystričany, Partizánske și Veľké Kršteňany.

## Istoric
Localitatea Malé Kršteňany este atestată documentar din 1255.

## Demografie
| An:                | 1994 | 2004    | 2014   | 2024   |
| ------------------ | ---- | ------- | ------ | ------ |
| Număr de persoane: | 449  | 514     | 543    | 525    |
| Diferență:         |      | +14,47% | +5,64% | −3,31% |

| An:                | 2023 | 2024   |
| ------------------ | ---- | ------ |
| Număr de persoane: | 521  | 525    |
| Diferență:         |      | +0,76% |